# Torneo de Belgrado 2024
El Belgrade Open 2024 fue un torneo de tenis que perteneció a la ATP en la categoría de ATP Tour 250. Se disputó entre el 3 y el 9 de noviembre de 2024 sobre pistas rápidas en el Belgrade Arena en Belgrado (Serbia).

## Distribución de puntos
| Categoria            | G   | F   | SF  | CF | R16 | R32 | C  | C2 | C1 |
| Individual masculino | 250 | 165 | 100 | 50 | 25  | 0   | 13 | 7  | 0  |
| Dobles masculino     | 250 | 150 | 90  | 45 | 20  | 0   | -  | -  | -  |

## Cabezas de serie

### Individuales masculino
| Tenista                 | Ranking | Preclasificado |
| Álex de Miñaur          | 10      | 1              |
| Tommy Paul              | 12      | 2              |
| Francisco Cerúndolo     | 29      | 3              |
| Jiří Lehečka            | 30      | 4              |
| Nuno Borges             | 34      | 5              |
| Brandon Nakashima       | 35      | 6              |
| Tomás Martín Etcheverry | 40      | 7              |
| Luciano Darderi         | 43      | 8              |
| Mariano Navone          | 45      | 9              |

- Ranking del 28 de octubre de 2024.[2]

### Dobles masculino
| Tenista                     | Ranking | Preclasificado |
| Jamie Murray John Peers     | 70      | 1              |
| Sadio Doumbia Fabien Reboul | 71      | 2              |
| Ariel Behar Robert Galloway | 82      | 3              |
| Ivan Dodig Skander Mansouri | 86      | 4              |

## Campeones

### Individual masculino
Denis Shapovalov venció a  Hamad Medjedovic por 6-4, 6-4

### Dobles masculino
Jamie Murray /  John Peers vencieron a  Ivan Dodig /  Skander Mansouri por 3-6, 7-6(7-5), [11-9]